# 桃園市立大園國際高級中等學校
桃園市立大園國際高級中等學校（簡稱大園國際高中、園高），是位於桃園市大園區的市立普通型高級中等學校，為一所社區高中，提供大園區國中畢業生就近入學所用，也是全中華民國第一所的公立國際高中。

## 沿革
- 2008年：8月1日成立「桃園縣立大園高級中學籌備處」；12月10日經時任桃園縣長朱立倫擇定校名為「桃園縣立大園國際高級中學」；12月18日舉行第一期工程動土典禮。
- 2010年：正式招收第一屆學生，並由時任桃園縣長吳志揚於校門口題字，為全中華民國第一所公立國際高中。
- 2014年：12月25日，因應桃園縣升格改制為直轄市，更名為「桃園市立大園國際高級中學」。
- 2017年：體育班開始招生。
- 2018年：1月1日，創校校長鍾鼎國先生卸任，由桃園市立羅浮高中籌備處主任邱嘉增先生兼任代理校長。
- 2018年：5月1日，由高雄市立鼓山高中教務主任朱元隆先生從南部北上調任校長。
- 2020年：海外子女攬才班開始招生，國際事務部成立。
- 2021年：取得國際文憑組織（IBO）正式授權，國際文憑（IBDP）專班開始招生。[2]

## 校長
| 任期 | 姓名       | 任職日期     | 離職日期       | 備註                                                                 |
| ---- | ---------- | ------------ | -------------- | -------------------------------------------------------------------- |
| 1    | 鍾鼎國先生 | 2009年8月1日 | 2017年12月31日 | 原國立中壢高級中學教務主任升任。 2017年11月，因個人因素提前請辭[3]。 |
| 代理 | 邱嘉增先生 | 2018年1月1日 | 2018年4月30日  | 桃園市立羅浮高級中等學校籌備處主任代理。                             |
| 2    | 朱元隆先生 | 2018年5月1日 | 現任           | 原高雄市立鼓山高級中學教務主任升任。                                 |

## 外部連結
- 桃園市立大園國際高級中學
- 桃園市立大園國際高級中學介紹影片